# Världscupen i backhoppning 2004/2005
Världscupen i backhoppning 2004/2005 började i Kuusamo i Finland den 27 november 2004 och avslutades i Planica i Slovenien den 20 mars 2005. Janne Ahonen, Finland vann den individuella världscupen.

## Individuella världscupen

### Kuusamo
K-120 Kuusamo, Finland

27 november 2004

| Placering | Namn             | Nation    | Första hoppet (meter) | Andra hoppet (meter) | Poäng |
| --------- | ---------------- | --------- | --------------------- | -------------------- | ----- |
| 1         | Janne Ahonen     | Finland   | 144.5                 | 142.0                | 318.7 |
| 2         | Alexander Herr   | Tyskland  | 138.5                 | 126.5                | 275.5 |
| 3         | Martin Höllwarth | Österrike | 139.0                 | 123.5                | 274.0 |

 K-120 Kuusamo, Finland

28 november 2004

| Placering | Namn               | Nation    | Första hoppet (meter) | Andra hoppet (meter) | Poäng |
| --------- | ------------------ | --------- | --------------------- | -------------------- | ----- |
| 1         | Janne Ahonen       | Finland   | 143.0                 | 143.0                | 308.3 |
| 2         | Thomas Morgenstern | Österrike | 135.5                 | 133.5                | 288.2 |
| 3         | Jakub Janda        | Tjeckien  | 129.0                 | 137.5                | 282.2 |

### Trondheim
K-120 Lillehammer, Norge

4 december 2004

| Placering | Namn             | Nation    | Första hoppet (meter) | Andra hoppet (meter) | Poäng |
| --------- | ---------------- | --------- | --------------------- | -------------------- | ----- |
| 1         | Janne Ahonen     | Finland   | 132.0                 | 135.5                | 281.5 |
| 2         | Jakub Janda      | Tjeckien  | 130.5                 | 133.0                | 277.3 |
| 3         | Andreas Widhölzl | Österrike | 128.0                 | 129.5                | 268.5 |

 K-120 Lillehammer, Norge

5 december 2004

| Placering | Namn             | Nation    | Första hoppet (meter) | Andra hoppet (meter) | Poäng |
| --------- | ---------------- | --------- | --------------------- | -------------------- | ----- |
| 1         | Janne Ahonen     | Finland   | 123.0                 | 124.5                | 246.5 |
| 2         | Martin Höllwarth | Österrike | 124.5                 | 118.0                | 235.5 |
| 3         | Andreas Widhölzl | Österrike | 117.0                 | 126.5                | 235.3 |

### Harrachov
K-120 Harrachov, Tjeckien

11 december 2004
| Placering | Namn         | Nation   | Första hoppet (meter) | Andra hoppet (meter) | Poäng |
| --------- | ------------ | -------- | --------------------- | -------------------- | ----- |
| 1         | Adam Małysz  | Polen    | 143.0                 | 136.0                | 284.2 |
| 2         | Janne Ahonen | Finland  | 141.0                 | 136.5                | 279.0 |
| 3         | Georg Späth  | Tyskland | 135.0                 | 141.0                | 278.8 |

 K-120 Harrachov, Tjeckien

12 december 2004
| Placering | Namn           | Nation   | Första hoppet (meter) | Andra hoppet (meter) | Poäng |
| --------- | -------------- | -------- | --------------------- | -------------------- | ----- |
| 1         | Janne Ahonen   | Finland  | 140.0                 | 141.0                | 288.8 |
| 2         | Roar Ljøkelsøy | Norge    | 138.0                 | 140.5                | 287.3 |
| 3         | Jakub Janda    | Tjeckien | 140.0                 | 136.5                | 284.2 |

### Engelberg
K-120 Engelberg, Schweiz

18 december 2004
| Placering | Name               | Nation    | Första hoppet (meter) | Andra hoppet (meter) | Poäng |
| --------- | ------------------ | --------- | --------------------- | -------------------- | ----- |
| 1         | Janne Ahonen       | Finland   | 141.0                 | 137.5                | 279.3 |
| 2         | Thomas Morgenstern | Österrike | 136.5                 | 137.5                | 278.2 |
| 3         | Jakub Janda        | Tjeckien  | 139.0                 | 134.5                | 277.8 |

 K-120 Engelberg, Schweiz

19 december 2004
| Placering | Namn             | Nation    | Första hoppet (meter) | Andra hoppet (meter) | Poäng |
| --------- | ---------------- | --------- | --------------------- | -------------------- | ----- |
| 1         | Janne Ahonen     | Finland   | 134.0                 | 135.0                | 260.7 |
| 2         | Jakub Janda      | Tjeckien  | 133.5                 | 130.0                | 260.3 |
| 3         | Martin Höllwarth | Österrike | 130.0                 | 133.5                | 258.3 |

### Tysk-österrikiska backhopparveckan

#### Oberstdorf
K-115 Oberstdorf, Tyskland

29 december 2004
| Placering | Namn           | Nation  | Första hoppet (meter) | Andra hoppet (meter) | Poäng |
| --------- | -------------- | ------- | --------------------- | -------------------- | ----- |
| 1         | Janne Ahonen   | Finland | 127.0                 | 133.5                | 268.4 |
| 2         | Roar Ljøkelsøy | Norge   | 116.0                 | 140.0                | 258.8 |
| 3         | Adam Małysz    | Polen   | 124.5                 | 129.0                | 253.8 |

#### Garmisch-Partenkirchen
K-115 Garmisch-Partenkirchen, Tyskland

1 januari 2005
| Placering | Namn               | Nation    | Första hoppet (meter) | Andra hoppet (meter) | Poäng |
| --------- | ------------------ | --------- | --------------------- | -------------------- | ----- |
| 1         | Janne Ahonen       | Finland   | 124.0                 | 128.0                | 260.1 |
| 2         | Thomas Morgenstern | Österrike | 119.5                 | 122.5                | 254.1 |
| 3         | Georg Späth        | Tyskland  | 120.5                 | 118.5                | 247.2 |

#### Innsbruck
K-120 Innsbruck, Österrike

3 januari 2005
| Placering | Namn         | Nation   | Första hoppet (meter) | Andra hoppet (meter) | Poäng |
| --------- | ------------ | -------- | --------------------- | -------------------- | ----- |
| 1         | Janne Ahonen | Finland  | 128.5                 | 120.0                | 243.8 |
| 2         | Adam Małysz  | Polen    | 123.5                 | 120.0                | 236.8 |
| 3         | Jakub Janda  | Tjeckien | 122.0                 | 118.0                | 232.5 |

#### Bischofshofen
K-120 Bischofshofen, Österrike

6 januari 2005
| Placering | Namn             | Nation    | Första hoppet (meter) | Andra hoppet (meter) | Poäng |
| --------- | ---------------- | --------- | --------------------- | -------------------- | ----- |
| 1         | Martin Höllwarth | Österrike | 135.0                 | 137.5                | 277.0 |
| 2         | Janne Ahonen     | Finland   | 132.0                 | 140.5                | 271.0 |
| 3         | Daiki Itō        | Japan     | 127.0                 | 143.0                | 269.5 |

### Willingen
K-120 Willingen, Tyskland

9 januari 2005
| Placering | Namn             | Nation    | Första hoppet (meter) | Andra hoppet (meter) | Poäng |
| --------- | ---------------- | --------- | --------------------- | -------------------- | ----- |
| 1         | Janne Ahonen     | Finland   | 135.0                 | 152.0                | 279.1 |
| 2         | Martin Höllwarth | Österrike | 137.0                 | 146.5                | 274.8 |
| 3         | Andreas Küttel   | Schweiz   | 136.5                 | 141.0                | 267.5 |

### Bad Mitterndorf
K-180 Bad Mitterndorf, Tyskland

15 januari 2005
| Placering | Namn             | Nation    | Första hoppet (meter) | Andra hoppet (meter) | Poäng |
| --------- | ---------------- | --------- | --------------------- | -------------------- | ----- |
| 1         | Andreas Widhölzl | Österrike | 197.5                 | 206.5                | 398.3 |
| 2         | Roar Ljøkelsøy   | Norge     | 199.0                 | 203.5                | 396.0 |
| 3         | Adam Małysz      | Polen     | 195.5                 | 206.5                | 393.9 |

 K-180 Bad Mitterndorf, Tyskland

16 januari 2005
| Placering | Namn              | Nation    | Första hoppet (meter) | Andra hoppet (meter) | Poäng |
| --------- | ----------------- | --------- | --------------------- | -------------------- | ----- |
| 1         | Adam Małysz       | Polen     | 207.0                 | 209.5                | 412.3 |
| 2         | Andreas Widhölzl  | Österrike | 207.5                 | 200.0                | 400.5 |
| 3         | Risto Jussilainen | Finland   | 205.5                 | 201.5                | 396.9 |

### Titisee-Neustadt
K-120 Titisee-Neustadt, Tyskland

22 januari 2005
| Placering | Namn               | Nation    | Första hoppet (meter) | Andra hoppet (meter) | Poäng |
| --------- | ------------------ | --------- | --------------------- | -------------------- | ----- |
| 1         | Janne Ahonen       | Finland   | 142.0                 | 138.0                | 283.5 |
| 2         | Jakub Janda        | Tjeckien  | 136.5                 | 138.5                | 281.5 |
| 3         | Thomas Morgenstern | Österrike | 139.0                 | 134.0                | 278.4 |

 K-120 Titisee-Neustadt, Tyskland

23 januari 2005
| Placering | Namn              | Nation   | Första hoppet (meter) | Andra hoppet (meter) | Poäng |
| --------- | ----------------- | -------- | --------------------- | -------------------- | ----- |
| 1         | Jakub Janda       | Tjeckien | 134.0                 | 134.0                | 266.4 |
| 2         | Adam Małysz       | Polen    | 131.0                 | 132.0                | 254.4 |
| 3         | Risto Jussilainen | Finland  | 128.5                 | 132.5                | 251.3 |

### Zakopane
K-120 Zakopane, Polen

29 januari 2005
| Placering | Namn              | Nation  | Första hoppet (meter) | Andra hoppet (meter) | Poäng |
| --------- | ----------------- | ------- | --------------------- | -------------------- | ----- |
| 1         | Adam Małysz       | Polen   | 129.5                 | 131.0                | 268.9 |
| 1         | Roar Ljøkelsøy    | Norge   | 130.0                 | 128.0                | 268.9 |
| 3         | Risto Jussilainen | Finland | 130.0                 | 123.0                | 254.4 |

 K-120 Zakopane, Polen

30 januari 2005
| Placering | Namn           | Nation  | Första hoppet (meter) | Andra hoppet (meter) | Poäng |
| --------- | -------------- | ------- | --------------------- | -------------------- | ----- |
| 1         | Adam Małysz    | Polen   | 132.0                 | 132.0                | 278.2 |
| 2         | Janne Ahonen   | Finland | 128.5                 | 132.0                | 270.9 |
| 3         | Roar Ljøkelsøy | Norge   | 127.5                 | 131.5                | 268.7 |

### Sapporo
K-120 Sapporo, Japan

5 februari 2005
| Placering | Namn               | Nation    | Första hoppet (meter) | Andra hoppet (meter) | Poäng |
| --------- | ------------------ | --------- | --------------------- | -------------------- | ----- |
| 1         | Kazuyoshi Funaki   | Japan     | 135.0                 | -                    | 144.0 |
| 2         | Thomas Morgenstern | Österrike | 135.5                 | -                    | 143.9 |
| 3         | Roar Ljøkelsøy     | Norge     | 132.0                 | -                    | 139.1 |

 K-120 Sapporo, Japan

6 februari 2005
| Placering | Namn               | Nation    | Första hoppet (meter) | Andra hoppet (meter) | Poäng |
| --------- | ------------------ | --------- | --------------------- | -------------------- | ----- |
| 1         | Roar Ljøkelsøy     | Norge     | 137.7                 | 137.0                | 292.1 |
| 2         | Risto Jussilainen  | Finland   | 122.0                 | 139.0                | 262.8 |
| 3         | Thomas Morgenstern | Österrike | 123.5                 | 126.0                | 243.1 |

### Pragelato
K-120 Pragelato, Italien

11 februari 2005
| Placering | Namn               | Nation    | Första hoppet (meter) | Andra hoppet (meter) | Poäng |
| --------- | ------------------ | --------- | --------------------- | -------------------- | ----- |
| 1         | Matti Hautamäki    | Finland   | 132.5                 | 134.5                | 263.1 |
| 2         | Michael Uhrmann    | Tyskland  | 126.5                 | 129.0                | 239.4 |
| 3         | Thomas Morgenstern | Österrike | 125.0                 | 126.5                | 233.7 |

### Nordic Tournament

#### Lahtis
K-120 Lahtis, Finland

6 mars 2005
| Placering | Namn               | Nation    | Första hoppet (meter) | Andra hoppet (meter) | Poäng |
| --------- | ------------------ | --------- | --------------------- | -------------------- | ----- |
| 1         | Matti Hautamäki    | Finland   | 127.5                 | 124.5                | 270.0 |
| 2         | Roar Ljøkelsøy     | Norge     | 123.5                 | 128.5                | 269.0 |
| 3         | Thomas Morgenstern | Österrike | 126.0                 | 125.5                | 266.1 |

#### Kuopio
K-120 Kuopio, Finland

9 mars 2005
| Placering | Namn            | Nation   | Första hoppet (meter) | Andra hoppet (meter) | Poäng |
| --------- | --------------- | -------- | --------------------- | -------------------- | ----- |
| 1         | Matti Hautamäki | Finland  | 130.5                 | 128.0                | 270.3 |
| 2         | Roar Ljøkelsøy  | Norge    | 127.5                 | 126.5                | 259.7 |
| 3         | Jakub Janda     | Tjeckien | 128.5                 | 124.5                | 256.9 |

#### Lillehammer
K-120 Lillehammer, Norge

11 mars 2005
| Placering | Namn             | Nation  | Första hoppet (meter) | Andra hoppet (meter) | Poäng |
| --------- | ---------------- | ------- | --------------------- | -------------------- | ----- |
| 1         | Matti Hautamäki  | Finland | 131.0                 | 135.0                | 281.3 |
| 2         | Sigurd Pettersen | Norge   | 136.5                 | 126.0                | 271.0 |
| 3         | Lars Bystøl      | Norge   | 132.0                 | 128.5                | 270.4 |

#### Oslo
K-115 Oslo, Norge

13 mars 2005
| Placering | Namn                | Nation   | Första hoppet (meter) | Andra hoppet (meter) | Poäng |
| --------- | ------------------- | -------- | --------------------- | -------------------- | ----- |
| 1         | Matti Hautamäki     | Finland  | 127.5                 | 128.0                | 281.4 |
| 2         | Bjørn Einar Romøren | Norge    | 124.0                 | 128.0                | 272.1 |
| 3         | Michael Uhrmann     | Tyskland | 124.5                 | 127.5                | 270.6 |

### Planica
K-185 Planica, Slovenien

19 mars 2005
| Placering | Namn                | Nation    | Första hoppet (meter) | Andra hoppet (meter) | Poäng |
| --------- | ------------------- | --------- | --------------------- | -------------------- | ----- |
| 1         | Matti Hautamäki     | Finland   | 223.5                 | 219.5                | 436.6 |
| 2         | Andreas Widhölzl    | Österrike | 227.5                 | 220.0                | 436.5 |
| 3         | Bjørn Einar Romøren | Norge     | 213.5                 | 228.5                | 435.4 |

 K-185 Planica, Slovenien

20 mars 2005
| Placering | Namn                | Nation    | Första hoppet (meter) | Andra hoppet (meter) | Poäng |
| --------- | ------------------- | --------- | --------------------- | -------------------- | ----- |
| 1         | Bjørn Einar Romøren | Norge     | 226.0                 | 239.0                | 463.0 |
| 2         | Roar Ljøkelsøy      | Norge     | 230.5                 | 224.0                | 453.9 |
| 3         | Andreas Widhölzl    | Österrike | 231.0                 | 227.5                | 453.2 |

#### Totala världscupen - slutställning (40 bästa)
| Pos. | Namn                     | Poäng |
| ---- | ------------------------ | ----- |
| 1.   | Janne Ahonen (FIN)       | 1715  |
| 2.   | Roar Ljøkelsøy (NOR)     | 1440  |
| 3.   | Matti Hautamäki (FIN)    | 1275  |
| 4.   | Adam Małysz (POL)        | 1201  |
| 5.   | Martin Höllwarth (AUT)   | 1179  |
| 6.   | Jakub Janda (CZE)        | 1164  |
| 7.   | Thomas Morgenstern (AUT) | 1138  |
| 8.   | Andreas Widhölzl (AUT)   | 999   |
| 9.   | Michael Uhrmann (GER)    | 804   |
| 10.  | Lars Bystøl (NOR)        | 613   |

| Pos. | Namn                      | Poäng |
| ---- | ------------------------- | ----- |
| 11.  | Georg Späth (GER)         | 559   |
| 12.  | Risto Jussilainen (FIN)   | 526   |
| 13.  | Daiki Itō (JPN)           | 511   |
| 14.  | Bjørn Einar Romøren (NOR) | 467   |
| 15.  | Jernej Damjan (SLO)       | 451   |
| 16.  | Noriaki Kasai (SLO)       | 416   |
| 17.  | Andreas Küttel (SUI)      | 395   |
| 18.  | Wolfgang Loitzl (AUT)     | 350   |
| 19.  | Rok Benkovič (JPN)        | 335   |
| 20.  | Sigurd Pettersen (NOR)    | 314   |

| Pos. | Namn                     | Poäng |
| ---- | ------------------------ | ----- |
| 21.  | Henning Stensrud (NOR)   | 275   |
| 22.  | Michael Neumayer (GER)   | 259   |
| 23.  | Simon Ammann (SUI)       | 243   |
| 24.  | Alexander Herr (GER)     | 233   |
| 25.  | Tommy Ingebrigtsen (NOR) | 224   |
| 26.  | Michael Möllinger (SUI)  | 205   |
| 27.  | Stephan Hocke (GER)      | 183   |
| 28.  | Daniel Forfang (NOR)     | 178   |
| 29.  | Dmitrij Vasiljev (AUT)   | 163   |
| 30.  | Kazuyoshi Funaki (JPN)   | 133   |

| Pos. | Namn                     | Poäng |
| ---- | ------------------------ | ----- |
| 30.  | Florian Liegl (AUT)      | 129   |
| 32.  | Jörg Ritzerfeld (GER)    | 109   |
| 33.  | Tami Kiuru (FIN)         | 108   |
| 34.  | Primož Peterka (SLO)     | 104   |
| 35.  | Hideharu Miyahira (JPN)  | 97    |
| 36.  | Andreas Goldberger (AUT) | 94    |
| 37.  | Martin Schmitt (GER)     | 90    |
| 38.  | Robert Mateja (POL)      | 87    |
| 39.  | Jure Bogataj (SLO)       | 85    |
| 40.  | Andreas Kofler (AUT)     | 82    |

#### Nationscupen - slutställning
| Pos. | Nation    | Poäng |
| ---- | --------- | ----- |
| 1.   | Österrike | 5102  |
| 2.   | Finland   | 4771  |
| 3.   | Norge     | 4124  |
| 4.   | Tyskland  | 3327  |
| 5.   | Japan     | 1820  |
| 6.   | Slovenien | 1727  |
| 7.   | Polen     | 1630  |
| 8.   | Tjeckien  | 1406  |
| 9.   | Schweiz   | 943   |
| 10.  | Ryssland  | 677   |
| 11.  | Frankrike | 37    |
| 12.  | USA       | 16    |
| 13.  | Kazakstan | 13    |
| 14.  | Sydkorea  | 12    |
| 15.  | Italien   | 11    |
| 16.  | Sverige   | 4     |
| 17.  | Estland   | 2     |
| 17.  | Belarus   | 2     |

## Lagvärldscupen

### Willingen
K-130 Willingen, Tyskland

8 januari 2005

| Placering | Nation    | Hoppare            | Första hoppet (meter) | Andra hoppet (meter) | Poäng |
| --------- | --------- | ------------------ | --------------------- | -------------------- | ----- |
| 1         | Tyskland  | Maximilian Mechler | 124.0                 | -                    | 481.2 |
| 1         | Tyskland  | Michael Uhrmann    | 127.5                 | -                    | 481.2 |
| 1         | Tyskland  | Alexander Herr     | 148.0                 | -                    | 481.2 |
| 1         | Tyskland  | Georg Späth        | 147.0                 | -                    | 481.2 |
| 2         | Finland   | Matti Hautamäki    | 134.0                 | -                    | 466.9 |
| 2         | Finland   | Risto Jussilainen  | 132.5                 | -                    | 466.9 |
| 2         | Finland   | Tami Kiuru         | 113.5                 | -                    | 466.9 |
| 2         | Finland   | Janne Ahonen       | 145.5                 | -                    | 466.9 |
| 3         | Österrike | Andreas Widhölzl   | 139.5                 | -                    | 429.6 |
| 3         | Österrike | Wolfgang Loitzl    | 117.0                 | -                    | 429.6 |
| 3         | Österrike | Thomas Morgenstern | 137.0                 | -                    | 429.6 |
| 3         | Österrike | Martin Höllwarth   | 113.5                 | -                    | 429.6 |

### Pragelato
K-120 Pragelato, Italien

12 februari 2005
| Placering | Nation    | Hoppare            | Första hoppet (meter) | Andra hoppet (meter) | Poäng |
| --------- | --------- | ------------------ | --------------------- | -------------------- | ----- |
| 1         | Österrike | Andreas Widhölzl   | 128.5                 | -                    | 428.7 |
| 1         | Österrike | Wolfgang Loitzl    | 119.5                 | -                    | 428.7 |
| 1         | Österrike | Thomas Morgenstern | 117.5                 | -                    | 428.7 |
| 1         | Österrike | Martin Höllwarth   | 118.5                 | -                    | 428.7 |
| 2         | Slovenien | Primož Peterka     | 108.0                 | -                    | 377.3 |
| 2         | Slovenien | Robert Kranjec     | 107.0                 | -                    | 377.3 |
| 2         | Slovenien | Rok Benkovič       | 114.0                 | -                    | 377.3 |
| 2         | Slovenien | Jernej Damjan      | 132.0                 | -                    | 377.3 |
| 3         | Tyskland  | Jörg Ritzerfeld    | 111.0                 | -                    | 355.8 |
| 3         | Tyskland  | Martin Schmitt     | 115.0                 | -                    | 355.8 |
| 3         | Tyskland  | Stephan Hocke      | 104.0                 | -                    | 355.8 |
| 3         | Tyskland  | Michael Uhrmann    | 118.5                 | -                    | 355.8 |

### Lahtis
K-120 Lahtis, Finland

5 mars 2005
| Placering | Nation    | Hoppare             | Första hoppet (meter) | Andra hoppet (meter) | Poäng  |
| --------- | --------- | ------------------- | --------------------- | -------------------- | ------ |
| 1         | Norge     | Bjørn Einar Romøren | 122.5                 | 124.0                | 1013.7 |
| 1         | Norge     | Henning Stensrud    | 120.0                 | 122.0                | 1013.7 |
| 1         | Norge     | Daniel Forfang      | 122.5                 | 120.5                | 1013.7 |
| 1         | Norge     | Roar Ljøkelsøy      | 125.0                 | 128.0                | 1013.7 |
| 2         | Finland   | Jussi Hautamäki     | 115.5                 | 116.5                | 986.7  |
| 2         | Finland   | Risto Jussilainen   | 116.5                 | 121.5                | 986.7  |
| 2         | Finland   | Matti Hautamäki     | 125.0                 | 127.0                | 986.7  |
| 2         | Finland   | Janne Ahonen        | 126.0                 | 121.5                | 986.7  |
| 3         | Österrike | Wolfgang Loitzl     | 118.5                 | 123.0                | 965.2  |
| 3         | Österrike | Florian Liegl       | 115.0                 | 118.0                | 965.2  |
| 3         | Österrike | Thomas Morgenstern  | 118.0                 | 123.0                | 965.2  |
| 3         | Österrike | Martin Höllwarth    | 120.0                 | 122.0                | 965.2  |